# 秧歌舞
秧歌舞，又稱扭秧歌，是中國北方最具代表性的一種民間舞蹈形式之一，也是一種集體歌舞藝術。秧歌舞的舞隊十多人至百人組成，扮成歷史故事、神話傳說和現實生活中的人物邊舞邊走，隨著鼓聲節奏，會變換各種隊形。人們手拿扇子、绸布，或穿戴装扮道具（如旱船、毛驴、扁担、高跷、面具等），伴随着鼓、镲、唢呐、锣等乐器演奏出来的音乐，而有规律地舞动。
秧歌的舞蹈动作既丰富多样又简单朴实，气氛热烈，在中国北方民间流传广泛。每逢重大節日，例如新年等，城鄉常組織秧歌隊，拜年問好，互相祝福、娛樂；不同的村鄰之間還會扭起秧歌互相訪拜，比歌賽舞。扭秧歌也成為大型群眾性娛樂、歡慶、宣傳的主要形式。

## 歷史發展
秧歌舞起源於農業勞動。人們在田間辛苦插秧、耘田的勞動之余，以敲鑼打鼓，用來助興，早在宋代就有農事中唱秧歌的記載。後來人們不斷豐富發展，將農民們勞動之余自娛自樂的形式、歌舞都統稱為秧歌。現在廣義的秧歌大致有三種類型：
1. 唱歌
2. 舞蹈
3. 小戲

狹義的秧歌仅指秧歌舞；之後在扭秧歌舞蹈形式的基础上，加入唱腔、剧情等，则发展出了秧歌剧和其它相关地方剧种。
各地的秧歌舞因地理環境、风俗上的差異，表現出不同的風格特色，例如陝北秧歌健壯明朗、自由奔放，東北秧歌生動活潑、幽默俏麗，山東秧歌豪邁粗獷、舒展大度等。
1942年，毛澤東「在延安文藝座談會上的講話」中強調文藝為工農兵服務，在延安掀起了「延安新秧歌運動」，因此產生「新秧歌」舞。
現在的秧歌舞樣式除了保留了傳統的舞姿和高蹺、腰鼓、花棍、旱船等元素，又加進了現代的舞蹈、滑雪舞、扇子舞、燈舞等。秧歌的音樂由原來傳統的中樂，如嗩吶、鑼鼓、鈸等，發展到電子樂及不同的新式樂器。音樂的旋律不僅僅有原來的秧歌調，還加入了民樂合奏、搖滾樂等。

## 多媒体

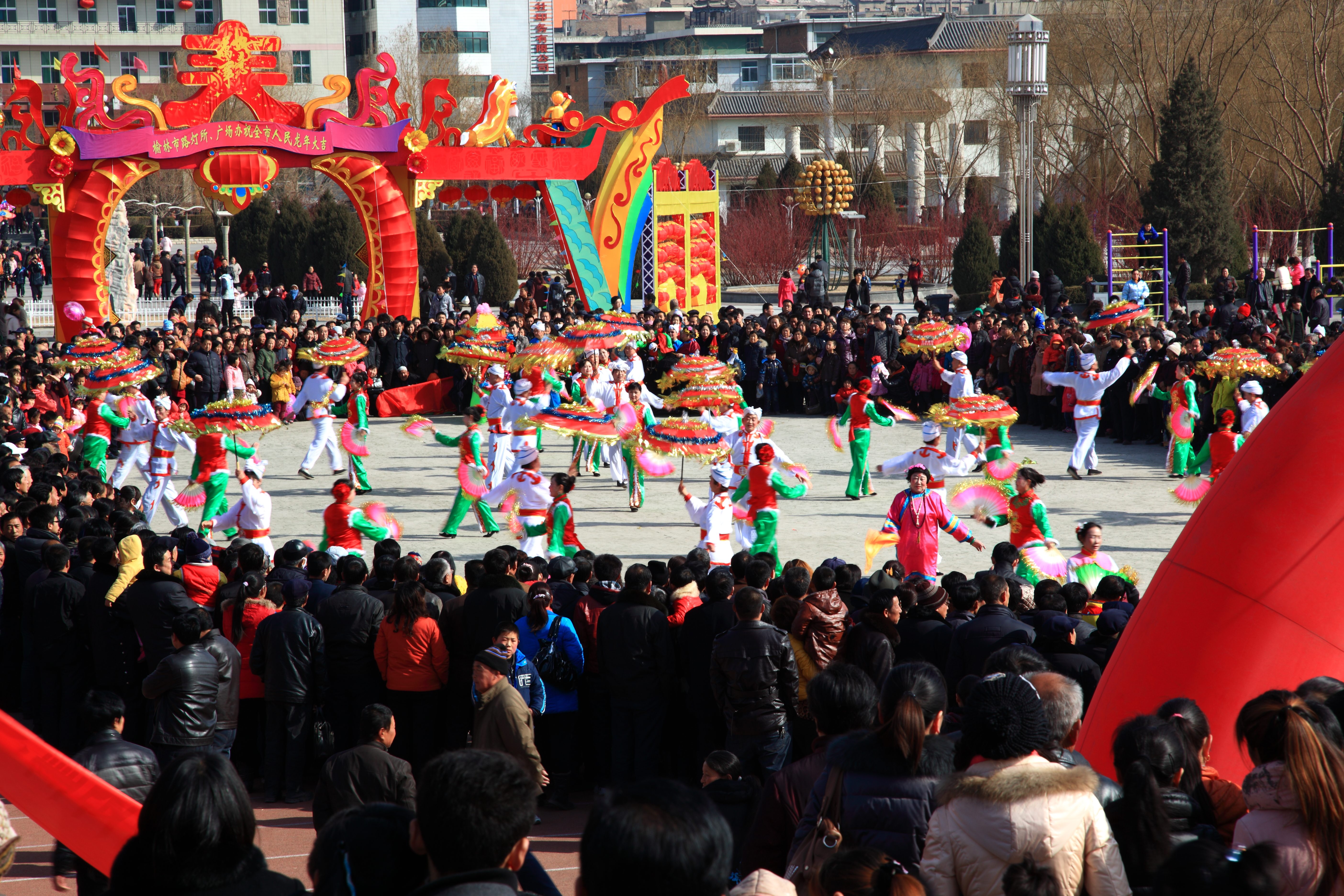
陕西榆林秧歌表演
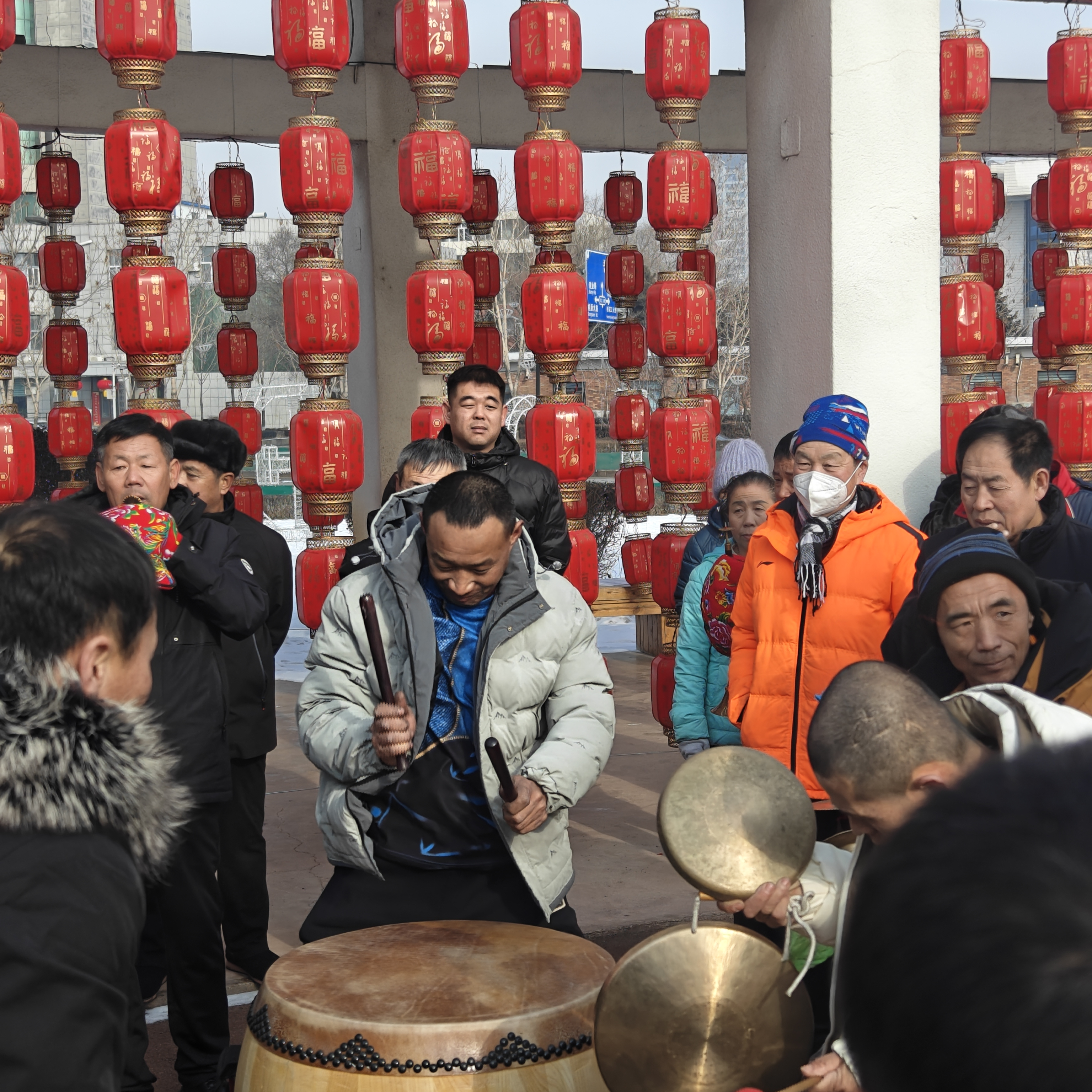
吉林松原秧歌表演（视频）；表演者或穿戴《西游记》人物装扮，或佩戴耍毛驴道具
- 秧歌表演的吹鼓乐队，吉林松原
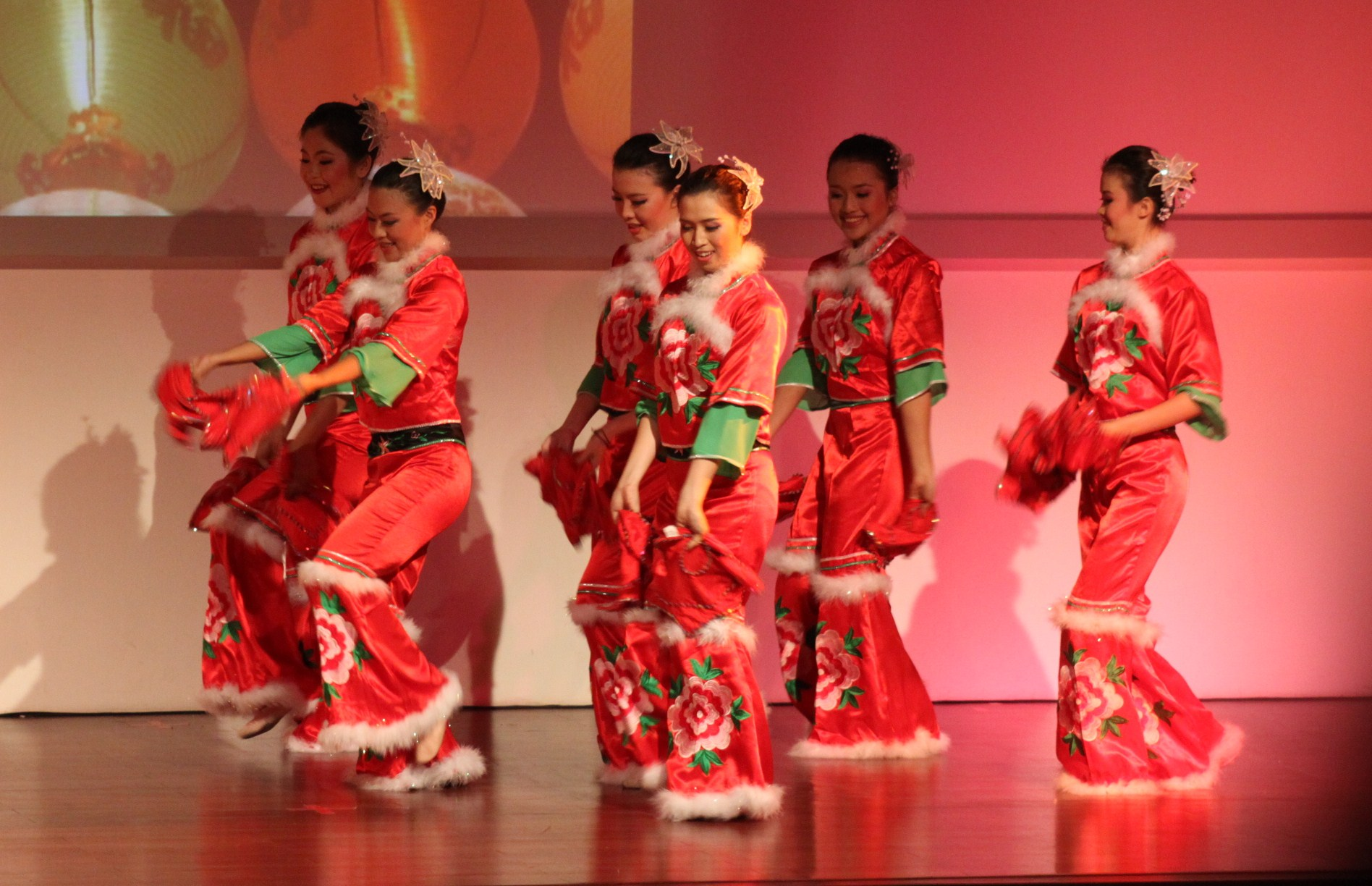
印度尼西亚建国大学秧歌表演
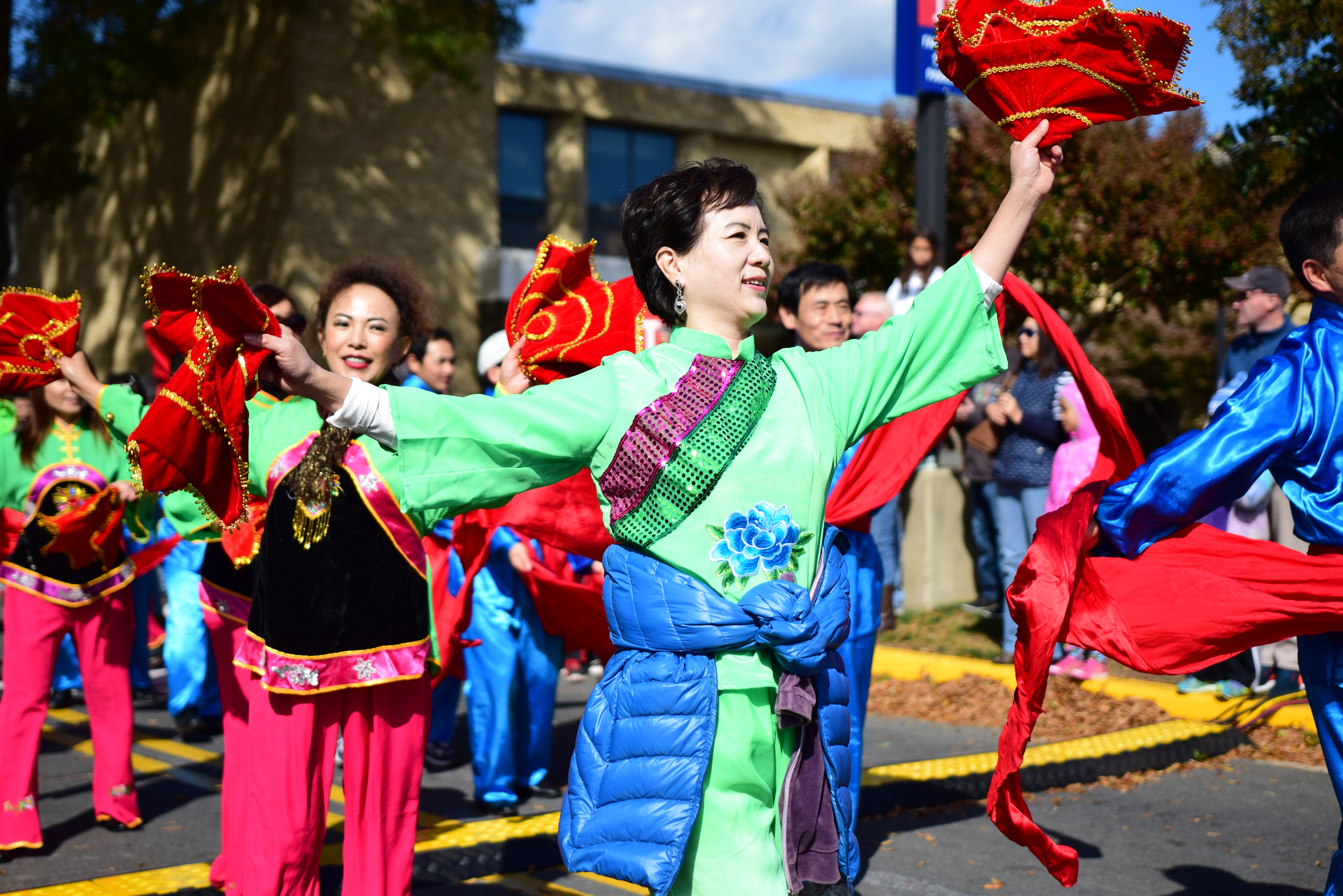
美国马里兰州蒙哥马利县蒙哥马利世界日秧歌表演
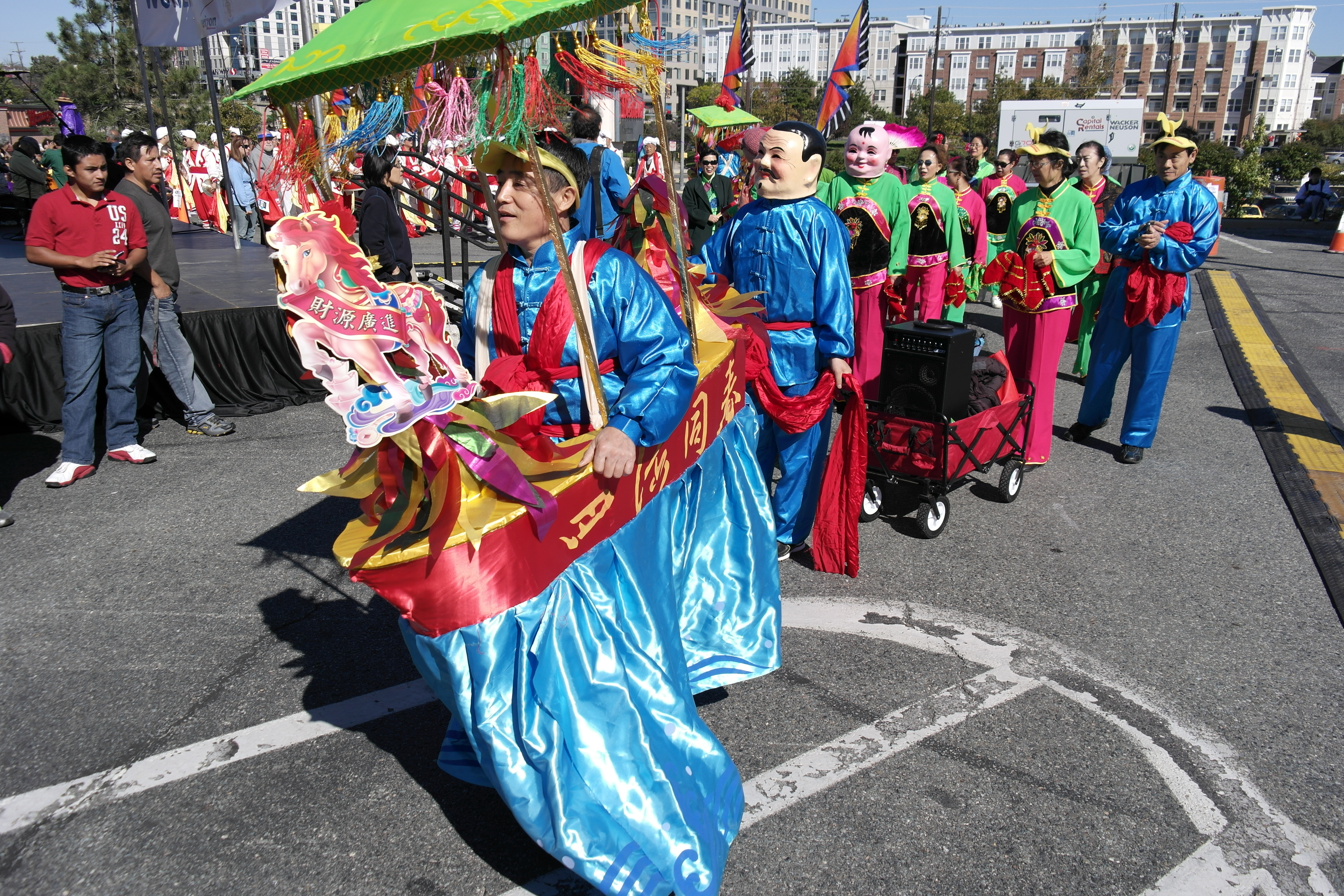
跑旱船